# Achyranthes stellata
Achyranthes stellata är en amarantväxtart som beskrevs av Carl Ludwig von Willdenow. Achyranthes stellata ingår i släktet Achyranthes och familjen amarantväxter. Inga underarter finns listade i Catalogue of Life.